# Aethomys thomasi
Aethomys thomasi is een knaagdier uit het geslacht Aethomys dat voorkomt op het Centrale Plateau van Angola. Deze soort behoort tot een groep van grote Aethomys-soorten met korte staarten die ook A. hindei, A. kaiseri en A. stannarius omvat. Deze soort komt in Angola parapatrisch voor met A. kaiseri. Het is een van de twee endemische Aethomys-soorten van Angola (de andere is A. bocagei).